# Fun Bits Interactive
Fun Bits Interactive LLC (ou simplement Fun Bits) est un studio américain de développement de jeux vidéo fondé en 2010 et basé à Seattle. Il est principalement connu pour le titre Escape Plan.

## Historique
Le studio Fun Bits Interactive est créé par d'ancien de chez Titan Studios en 2010. À la suite de la création du studio, ils développent une extension pour Fat Princess.
Le premier titre du studio, Escape Plan, est un jeu de réflexion sorti en même temps que la PlayStation Vita, uniquement sur le PlayStation Network. Fun Bits développe trois extensions pour le jeu : La Station Souterraine, L'Asile et La Version du Réalisateur. En novembre 2013, Escape Plan est compatible avec la PlayStation 4 pour son lancement, et profite de la fonction Cross-Buy avec la version PS Vita.

## Jeux développés
| Titre                       | Date de sortie  | Plates-formes                   |
| --------------------------- | --------------- | ------------------------------- |
| Fat Princess: Fat Roles DLC | 22 mars 2010    | PlayStation 3                   |
| Escape Plan                 | 22 février 2012 | PlayStation Vita, PlayStation 4 |